# Haiwee Pass
Der Haiwee Pass ist ein Gebirgspass in der Sierra Nevada. Er liegt in Kalifornien zwischen Haiwee im Osten und dem oberen South Fork Kern River im Westen, der über den Lake Isabella und den Kern River Richtung Bakersfield abfließt. Der Pass liegt auf 8500 ft. (2591 m) auf der Grenze des Inyo County zum Tulare County.
Es führt keine Straße über den Haiwee Pass, lediglich ein Weg, der Haiwee Pass Trail. Die nächste Straßenverbindungen zur Überquerung der Sierra Nevada sind im Norden die California State Route 120 über den Tioga Pass und im Süden die Sherman Pass Road über den Sherman Pass. Der Mount Whitney, mit 4421 m höchster Berg der Sierra Nevada, ist nur etwa 50 km vom Haiwee Pass entfernt.
Joseph R. Walker führte 1843 einen Siedlertreck von Missouri nach Kalifornien wahrscheinlich über den Haiwee Pass.